# Palkisvaara (kulle)
Palkisvaara är en kulle i Finland. Den ligger i Sodankylä kommun landskapet Lappland, i den norra delen av landet, 800 km norr om huvudstaden Helsingfors. Toppen på Palkisvaara är 305 meter över havet.
Terrängen runt Palkisvaara är huvudsakligen platt. Trakten runt Palkisvaara är nära nog obefolkad, med mindre än två invånare per kvadratkilometer.